# Ruta Estatal de Arizona 473
La Ruta Estatal de Arizona 473, y abreviada SR 473 (en inglés: Arizona State Route 473) es una carretera estatal estadounidense ubicada en el estado de Arizona. La carretera inicia en el sur desde la SR 260  cerca del Monte Graham hacia el norte cerca del Lago Hawley. La carretera tiene una longitud de 15,9 km (9.91 mi).

## Mantenimiento
Al igual que las autopistas interestatales, y las rutas federales y el resto de carreteras estatales, la Ruta Estatal de Arizona 473 es administrada y mantenida por el Departamento de Transporte de Arizona por sus siglas en inglés ADOT.